# Les 13 Énigmes
Les 13 Énigmes est un recueil de nouvelles de Georges Simenon publié en 1932 aux éditions Arthème Fayard.
Cette série de 14 enquêtes met en scène l’inspecteur G7 que l’on retrouve également dans La Folle d'Itteville et Les Sept Minutes. Écrites à Stavoren (Pays-Bas), durant l’hiver 1928-1929, ces nouvelles ont été prépubliées dans l’hebdomadaire Détective du 12 au 19 septembre 1929 (numéros 46 à 60) sous le pseudonyme de Georges Sim, dans le cadre d’un concours hebdomadaire où chaque nouvelle, suivie des questions du concours, était publiée dans un numéro, et le dénouement dans un numéro ultérieur.
L’Affaire du canal, restée inédite, n'a retrouvé sa place dans le recueil qu'en 1991.

## Liste des nouvelles du recueil
- L’Affaire du canal
  - Envoyer son ami prendre un bain dans le canal à la Garonne permet à l'inspecteur G7 de démasquer le braqueur du convoyeur de fonds à vélo.
- G 7
  - Trop de politesse pour prendre un taxi empêche l’inspecteur G7 d’arrêter un bandit international.
- Le Naufrage du « Catherine »
  - L’inspecteur G7 démontre que l’on a fait du capitaine Fallut un naufrageur malgré lui.
- L’Esprit déménageur
  - À l’aide de cire, l’inspecteur G7 met fin aux fabulations sur l’Esprit déménageur. C’était beaucoup plus prosaïque…
- L’Homme tatoué
  - Hypnotisme et somnambulisme n’empêchent pas l’inspecteur G7 de mettre à jour la conspiration des amants, bien nés.
- Le Corps disparu
  - L’inspecteur G7 plaint celui qui n’a pas eu autant de courage que sa fiancée.
- Hans Peter
  - Malgré le vagabond engagé comme figurant dans l’espoir d’égarer les soupçons, l’inspecteur G7 confond le meurtrier de l’oncle à héritage : la porte n’aurait pas dû être fermée de l’extérieur.
- Le Chien jaune
  - Après avoir rassemblé tous les chiens et interrogé tous les paysans de la contrée, l’inspecteur G7 démontre que le chien jaune n’était qu’une invention du criminel pour faire porter le chapeau à un marginal braconnier.
- L’Incendie du parc Monceau
  - L’inspecteur G7 le prouve par l’absurde : c’est parce qu’il ne trouvait pas le vieux cadavre qui devait se trouver dans la cave que son propriétaire a incendié son hôtel particulier.
- Le Mas Costefigues
  - Sa science des rébus permet à l’inspecteur G7 de trouver qui a complètement dévalisé un mas provençal, sans négliger les 150 pots de confiture.
- Le Château des disparus
  - Même s’il n’y a pas eu meurtre, l’inspecteur G7 n’est pas dupe : l’un des quatre valets du comte a pris sa place, avec la complicité des trois autres.
- Le Secret du fort Bayard
  - L’inspecteur G7 découvre comment et pourquoi une jeune fille a pu rester séquestrée 12 ans sur un îlot.
- Le Drame de Dunkerque
  -  Même en reprenant l’enquête bien tard, l’inspecteur G7 démasque les vrais auteurs du meurtre d’un négociant véreux du port, et innocente le quartier-maitre que tout le monde pensait coupable.
- L’Inconnue d’Étretat
  -  Après des manœuvres compliquées, l’inspecteur G7 appréhende l’assassin d’une jeune femme auquel il n’avait laissé que sa bague.

## Particularités
- Lieux : à deux exceptions près, toutes les nouvelles se passent en province.
- Les nouvelles sont écrites à la première personne par un narrateur dont on ne comprend pas bien les rapports avec l’inspecteur G7. Deux versions différentes de leur rencontre se trouvent dans L’Affaire du canal et dans G7.
- Le Chien jaune est également le titre d'un autre roman de Simenon.
- Une esquisse de la future « méthode » de Maigret se trouve dans Le Château des disparus : « L'impression est plus ou moins forte, selon les cas, mais, pour moi, elle reste toujours le souvenir le plus vif que je garde d'une enquête : le moment où l'on ne sait rien, où l'on n'a que les quelques données grossières qui sont parvenues à la police, où l'on imagine les personnages selon son tempérament et où l'on débarque dans un milieu nouveau, dans une région que l'on ne connaît pas, souvent. »
- L'inspecteur G7 apparaît également dans Les Sept minutes et dans La folle d'Itteville.

## Éditions
- - Prépublication dans Détective du 12 septembre au 19 décembre 1929 sous le pseudonyme de Georges Sim
- Édition originale : Fayard, 1932
- Tout Simenon, tome 18, Omnibus, 2003  (ISBN 978-2-258-06103-3)
- Le Livre de poche, n° 14310, 2005  (ISBN 978-2-253-14310-9)
- Nouvelles secrètes et policières, tome 1, 1929-1938, Omnibus, 2014  (ISBN 978-2-258-10750-2)